# Comuna Dulibî, Turiisk
Dulibî (în ucraineană Дуліби) este o comună în raionul Turiisk, regiunea Volînia, Ucraina, formată din satele Dulibî (reședința) și Turîceanî.

## Demografie
Componența lingvistică a satului Dulibî
     Ucraineană (99,31%)
     Alte limbi (0,69%)
Conform recensământului din 2001, majoritatea populației satului Dulibî era vorbitoare de ucraineană (99,31%), existând în minoritate și vorbitori de alte limbi.